# 荊紫関鎮
荊紫関鎮（けいしかん-ちん）は、中華人民共和国河南省南陽市淅川県西南部に位置する鎮。多くの古跡を有することから中国歴史文化名鎮に指定されている。

## 地理
荊紫関鎮は秦嶺山脈に位置し、東北部には猴山（標高943.8m）及び古銅山（標高796.5m）が位置し、総面積の訳50%を山地が占める。地勢は北西から南東にかけての傾斜を構成し丹江が貫いている。平地及び丘陵地は総面積の約25%である。

## 歴史
周代には荊紫関には永安城（現在の荊紫関高中）、定陽城（呉家溝村及び麻坎村）が設置された。春秋から戦国前期にかけては楚の三戸邑とされたが、戦国後期には楚と秦によりその支配を巡りしばしば交戦が行われ、「豫之屏障」と称された。
秦から西晋にかけては丹水県の管轄とされた。唐代になると内郷県、宋代には淅川県とされ、元代が成立すると再び内郷県の管轄とされた。明清代には淅川庁荊子里の管轄とされている。
中華民国の時代になると1947年（民国36年）に荊紫関郷と改編された。翌年、中国共産党の実効支配したに置かれると第六区とされたが、1956年に再び郷制が施行、翌年再び区制となり1983年に郷に再編されている。1986年6月、荊紫関鎮とされ現在に至る。
古代においては淮河と汴河における水運の中心地として隆盛したが、近代になり水運が衰勢に伴い荊紫関鎮の経済的地位も没落した。しかし現在も鎮内には往時を偲ばせる古跡が数多く残されている、

## 行政区画
下部に37村委員会を管轄する
- 中街村、南街村、北街村、漢王坪村、獅子溝村、上荘村、三岔村、上梅池村、陡嶺村、菩薩堂村、大扒村、新石門村、双河村、李営村、穆営村、娘娘廟村、碼頭村、魏村、店子村、史家村、薬王廟村、小寺溝村、張村、竜泉観村、孫家湾村、金家溝村、西頭村、全荘村、麻坎村、憑営村、山根村、張巷村、程家窪村、廟嶺村、沙渠河村、呉家溝村、石槽溝村

この他湖北省に荊紫関鎮が管轄する飛び地としての石槽溝自然村が存在する。

## 観光地
- 荊紫関古関門
- 淅川法海寺
- 平浪宮
- 山陝会館
- 玉皇宮
- 万寿宮（江西館）